# El sombrero de copa
El sombrero de copa es una obra de teatro en tres actos del dramaturgo español Vital Aza, estrenada en 1887.

## Argumento
En las últimas elecciones celebradas, Carlos, un político que nunca pierde el optimismo, ha sido vencido. Cuando prepara su argumentario de justificación para sus seguidores, aparecen su amigo Leopoldo y la esposa de éste, Filomena. Leopoldo confiesa a Carlos que tiene un amante, aunque está determinado a finalizar la relación. Pero antes debe hacerle un último favor a la mujer: Entregarle un sobre con 4.000 pesetas, para lo que solicita la intermediación de Carlos.

## Representaciones destacadas
- Teatro de la Comedia, Madrid, 17 de diciembre de 1887.
  - Intérpretes: Emilio Mario (Don Nemesio), José Mata (Carlos), Enrique Sánchez de León (Leopoldo), Julia Martínez (Portera), Josefa Guerra, Elisa Mendoza Tenorio (María), Eloísa Górriz, Federico Tamayo (Cipriano), José Mendiguchía (Pepito).

- Televisión española, La risa española, 13 de junio de 1969.
  - Dirección: Alberto González Vergel.
  - Intérpretes: Carmen de la Maza, Tota Alba, Verónica Luján, Ricardo Garrido, Félix Dafauce, Manuel Tejada, Luis Varela, Enrique Vivó, Pilar Laguna.

- Teatro Bellas Artes, Madrid, 1982.
  - Dirección: José María Morera.
  - Intérpretes:  José Bódalo (Don Nemesio), José María Pou (Carlos), Joaquín Kremel (Leopoldo), Amparo Baró (Filomena), Asunción Balaguer (Portera), Ana María Barbany (Rosa), María José Alfonso (María), Félix Navarro (Cipriano), Juan Calot (Pepito).